# Austria en los Juegos Olímpicos de Cortina d'Ampezzo 1956
Austria estuvo representada en los Juegos Olímpicos de Cortina d'Ampezzo 1956 por un total de 60 deportistas que compitieron en 8 deportes.  
El portador de la bandera en la ceremonia de apertura fue el esquiador alpino Toni Sailer.

## Medallistas
El equipo olímpico austríaco obtuvo las siguientes medallas:
| Nombre                    | Deporte            | Competición       |
| ------------------------- | ------------------ | ----------------- |
| Oro                       |                    |                   |
| Toni Sailer               | Esquí alpino       | Descenso M        |
| Toni Sailer               | Esquí alpino       | Eslalon M         |
| Toni Sailer               | Esquí alpino       | Eslalon gigante M |
| Sissy Schwarz Kurt Oppelt | Patinaje artístico | Parejas           |
| Plata                     |                    |                   |
| Regina Schöpf             | Esquí alpino       | Eslalon F         |
| Josefa Frandl             | Esquí alpino       | Eslalon gigante F |
| Andreas Molterer          | Esquí alpino       | Eslalon gigante M |
| Bronce                    |                    |                   |
| Andreas Molterer          | Esquí alpino       | Descenso M        |
| Walter Schuster           | Esquí alpino       | Eslalon gigante M |
| Thea Hochleitner          | Esquí alpino       | Eslalon gigante F |
| Ingrid Wendl              | Patinaje artístico | Individual F      |